# Katrineholms kammarmusikförening
Katrineholms kammarmusikförening i Katrineholm bildadades 1951. Föreningen är främst verksam som arrangör av musikevenemang - till exempel vid Musikens Hus i Katrineholm (f.d. Baptistkyrkan) eller på slottet Stora Djulö utanför staden. Föreningens förste ordförande var den österrikiske dirigenten Hans Eichinger, som då var anställd som kommunal musikledare i Katrineholm. Nuvarande ordförande är konsertpianisten Carl Pontén, som också ansvarar för Julitafestivalen och tävlingen Swedish International Duo Competition.